# فهرست آثار ملی شهرستان قیر و کارزین
فهرست آثار ملی شهرستان قیر و کارزین بخشی از آثار ملی استان فارس در ایران است.
آثار ثبت‌شده شهرستان در این فهرست شامل ۴۳ اثر است.

## فهرست
| کد ثبتی | نام                                     | شهر          | موقعیت جغرافیایی                                                                                                  | طول و عرض جغرافیایی | سال ثبت    | قدمت                            | نگاره |
| ------- | --------------------------------------- | ------------ | --- | ------------------- | ---------- | ------------------------------- | ----- |
| ۲۹۵۳    | تل قلعه گبری                            | قیر و کارزین | جنب شهر قیر و کازرین بعد از پمپ آب شهرداری                                                                        |                     | ۱۳۷۹/۱۰/۲۸ | تاریخی                          |       |
| ۱۴۲۷۰   | گورستان امامزاده محمد                   | قیر و کارزین | شهرستان قیر و کارزین، بخش مرکزی، دو کیلومتری جاد قیر به خنج، شهر قدیم قیر                                         |                     | ۱۳۸۴/۱۱/۰۹ | قرن ۶ و ۷ ق                     |       |
| ۱۵۵۰۸   | آسیاب خره                               | قیر و کارزین | ۳۰ کیلومتری جاده شهر قیر و کارزین، انحرافی سد سلمان فارسی، خروجی کمپ سد بطرف جهرم                                 |                     | ۱۳۸۵/۰۳/۱۷ | قاجاریه                         |       |
| ۱۵۶۲۰   | محوطه امامزاده سید محمد                 | قیر و کارزین | شهرستان قیروکازرین، دو کیلومتری جاده قیر به خنج، سمت راست جاده، شهر قدیم قیر                                      |                     | ۱۳۸۵/۰۳/۱۷ | قرن ۵ ه. ق                      |       |
| ۲۶۶۱۶   | قلعه آبگرم                              | قیر و کارزین | شهرستان قیرو کارزین، بخش افزر، دهستان افزر، روستای آبگرم، ۶۰۰ م جاده آبگرم به خنج                                 |                     |            | ساسانی                          |       |
| ۲۶۶۱۷   | قبرسان امامزاده خطیب                    | قیر و کارزین | شهرستان قیروکارزین، بخش افزر، دهستان افزر، ۷۰۰ م شرق روستای آبگرم، بطرف خنج، کنار امامزاده خطیب                   |                     |            | صفویه ـ تا قاجاریه              |       |
| ۲۶۶۱۸   | قلعه دختر عروسک                         | قیر و کارزین | شهرستان قیروکارزین، بخش افزر، دهستان افزر، ۵۰۰ م غرب عروسک، برروی ارتفاعات مشرف بر روستا                          |                     |            | ساسانی                          |       |
| ۲۶۶۱۹   | گورستان نه تن                           | قیر و کارزین | شهرستان قیر و کارزین، بخش افزر، دهستان افزر، روستای نه تن، در جوار امامزاده                                       |                     |            | صفویه تا قاجاریه                |       |
| ۲۶۶۲۰   | قلعه حمزه خانی                          | قیر و کارزین | شهرستان قیروکارزین، بخش مرکزی، دهستان هنگام، ۲۰۰ م شرق روستای هورز                                                |                     |            | قاجاریه                         |       |
| ۲۶۶۲۱   | قلعه ناخویه                             | قیر و کارزین | شهرستان قیرو کارزین، بخش افزر، دهستان افزر، ۳۰۰ م غرب روستای هفت آسیاب                                            |                     |            | ساسانی تا قرون میانه اسلامی     |       |
| ۲۶۶۲۲   | شهر تاریخی سیما                         | قیر و کارزین | شهرستان قیروکارزین، بخش افرز، دهستان افزر، منطقه سرافزر                                                           |                     |            | قرون اولیه اسلامی               |       |
| ۲۶۶۲۴   | قلعه بحری                               | قیر و کارزین | شهرستان قیروکارزین، بخش افزر، دهستان افزر، ۵۰۰ م شمال روستای نه تن، کنار جاده آسفالته                             |                     |            | ساسانی                          |       |
| ۲۶۶۲۷   | قلعه ناصر خانی                          | قیر و کارزین | شهرستان قیروکارزین، بخش افزر، دهستان افزر، ۲۰۰ م شرق روستای تنگکله                                                |                     |            | ساسانیان                        |       |
| ۲۶۶۲۸   | گورستان شوخوعلی                         | قیر و کارزین | شهرستان قیروکارزین، بخش مرکزی، دهستان هنگام، شمال روستای هورز                                                     |                     |            | قرون میانه و متاخر اسلامی       |       |
| ۲۶۶۲۹   | قلعه پر سیما                            | قیر و کارزین | شهرستان قیروکارزین، بخش افزر، دهستان افزر، منطقه سرافزر، ارتفاعات جنوبی شهر تاریخی سیما                           |                     |            | ساسانی                          |       |
| ۲۶۶۳۱   | گورهای توده سنگی آب کنارو               | قیر و کارزین | شهرستان قیروکارزین، بخش مرکزی، دهستان فتح‌آباد، ارتفاعات شمال روستای آب کنارو                                      |                     |            | ساسانیان                        |       |
| ۲۶۶۳۲   | آسیاب عروسک                             | قیر و کارزین | شهرستان قیروکارزین، بخش افزر، دهستان افزر، یک کیلومتری جنوب غرب روستای عروسک، حاشیه رودخانه قره آغاج              |                     |            | صفویه                           |       |
| ۲۶۶۳۴   | آسیابهای نه تن                          | قیر و کارزین | شهرستان قیروکارزین، بخش افزر، دهستان افزر، جنوب غربی روستای نه تن                                                 |                     |            | صفویه                           |       |
| ۲۶۶۳۵   | قلعه گردنه شاهزاده عبدالله              | قیر و کارزین | شهرستان قیروکارزین، بخش مرکزی، کیلومتری ۶ جاده قیربه خنج، گردنه شاهزاده عبدالله، سمت راست جاده                    |                     |            | ساسانیان                        |       |
| ۲۶۶۳۶   | محوطه آبگرم باروس                       | قیر و کارزین | شهرستان قیروکارزین، بخش مرکزی، دهستان مبارک‌آباد، شرق منطقه آبگرم دشت باروس                                        |                     |            | قرون اولیه تا قرون متاخر اسلامی |       |
| ۲۶۶۳۷   | قلعه سمنگلو                             | قیر و کارزین | شهرستان قیروکارزین، بخش افزر، دهستان افزر، ۷۰۰ م روستای سمنگلو                                                    |                     |            | ساسانی                          |       |
| ۲۶۶۳۹   | محوطه و برج سفید دشت لار                | قیر و کارزین | شهرستان قیروکارزین، بخش مرکزی، دهستان هنگام، یک کیلومتری شمال روستای دشت لار                                      |                     |            | قرون میانه و متاخر اسلامی       |       |
| ۲۶۶۴۰   | محوطه و گورستان امامزاده ابراهیم باغ نو | قیر و کارزین | شهرستان قیروکارزین، بخش مرکزی، دهستان هنگام، دو کیلومتری جنوب روستای باغ نو                                       |                     |            | قرون میانه و متاخر اسلامی       |       |
| ۲۶۶۴۳   | آسیاب آبگرم                             | قیر و کارزین | شهرستان قیروکارزین، بخش افزر، دهستان افزر، کیلومتری ۵ جاده روستای آبگرم به خنج، سمت راست جاده داخل باغات          |                     |            | صفویه                           |       |
| ۲۶۶۴۴   | قلعه گلی روستای مظفر                    | قیر و کارزین | شهرستان قیروکارزین، بخش افزر، دهستان افزر، ۳۰۰ م شرق روستای مظفر                                                  |                     |            | ساسانی                          |       |
| ۲۶۶۴۵   | تل فرهادی                               | قیر و کارزین | شهرستان قیرو کارزین، بخش مرکزی، شهر قیر، کیلومتری ۵ جاده قیر به خنج، سمت راست جاده                                |                     |            | قرون متاخر اسلامی               |       |
| ۲۶۶۴۶   | هفت آسیاب                               | قیر و کارزین | شهرستان قیروکارزین، بخش افزر، دهستان افزر، روستای هفت آسیاب                                                       |                     |            | صفویه                           |       |
| ۲۶۶۴۸   | قلعه سفید هنگام                         | قیر و کارزین | شهرستان قیروکارزین، بخش مرکزی، دهستان هنگام، کیلومتری یک جاده هنگام به هورز، سمت چپ جاده                          |                     |            | صفویه                           |       |
| ۲۶۶۵۰   | تل کاکا B                               | قیر و کارزین | شهرستان قیروکارزین، بخش افزر، دهستان افزر، شمال شرقی روستای کرکویه                                                |                     |            | ساسانیان                        |       |
| ۲۶۶۵۱   | محوطه ابوالفتح خانی                     | قیر و کارزین | شهرستان قیرو کارزین، بخش افزر، دهستان افزر، ۵۰۰ م شرق روستای عروسک                                                |                     |            | قرون اولیه اسلامی               |       |
| ۲۶۶۵۲   | قلعه گلی دشت آلا                        | قیر و کارزین | شهرستان قیروکارزین، دهستان مبارک‌آباد، ۵۰۰ م مانده به روستای چاه کاظمی                                             |                     |            | ساسانی                          |       |
| ۲۶۶۵۳   | گورستان امامزاده پیر غیب                | قیر و کارزین | شهرستان قیرو کارزین، بخش افزر، دهستان زاخرویه، شرق روستای پیر غیب                                                 |                     |            | صفویه ـ قاجاریه                 |       |
| ۲۶۶۵۴   | حمام قیر و کارزین                       | قیر و کارزین | شهرستان قیروکازرون، شهر قیر، ابتدای جاده قیر به خنج، سمت راست جاده                                                |                     |            | قرون میانه اسلامی               |       |
| ۲۶۶۵۷   | تل بریخون                               | قیر و کارزین | شهرستان قیروکارزین، بخش مرکزی، دهستان مبارک‌آباد، ۴۰۰ م شمال روستای بریخون، کناره جاده آسفالته و غرب کارخانه سیمان |                     |            | قرون میانه اسلامی               |       |
| ۲۶۶۵۸   | بقایای قلعه قلات                        | قیر و کارزین | شهرستان قیروکارزین، بخش مرکزی، دهستان مبارک‌آباد، دو کیلومتری غرب روستای بریخون                                    |                     |            | ساسانی تا قرون میانه اسلامی     |       |
| ۲۶۶۵۹   | قلعه نه تن                              | قیر و کارزین | شهرستان قیروکارزین، بخش افزر، دهستان افزر، ۲۰۰ م جنوب غربی روستای نه تن                                           |                     |            | قرون میانه اسلامی               |       |
| ۲۶۶۶۰   | گورهای توده سنگی کوه جقه                | قیر و کارزین | شهرستان قیروکارزین، بخش افزر، دهستان افزر، منطقه سرافزر، کوه جقه                                                  |                     |            | ساسانیان                        |       |
| ۲۶۶۶۱   | تل کاکا A                               | قیر و کارزین | شهرستان قیروکارزین، بخش افزر، دهستان افزر، شمال غرب روستای کرکویه                                                 |                     |            | قرون میانه اسلامی               |       |
| ۲۶۶۶۲   | قلعه دختر تنگ روئین                     | قیر و کارزین | شهرستان قیرو کارزین، بخش مرکزی، دهستان مبارک‌آباد، تنگ روئین، یک کیلومتری شمال روستای بندوبست                      |                     |            | ساسانیان                        |       |
| ۲۶۶۶۳   | قلعه گچی هورز                           | قیر و کارزین | شهرستان قیروکارزین، بخش مرکزی، دهستان هنگام، ۷۰۰ م شمال شرق روستای هورز                                           |                     |            | صفویه                           |       |
| ۲۶۶۶۴   | آسیابهای نجم‌آباد                        | قیر و کارزین | شهرستان قیروکارزین، بخش مرکزی، دهستان هنگام، یک کیلومتری شمال روستای نجم آّباد، سمت چپ                             |                     |            | صفویه                           |       |
| ۲۶۶۶۵   | محوطه و گورستان مظفری                   | قیر و کارزین | شهرستان قیروکارزین، بخش افزر، دهستان افزر، ۵۰۰ م شرق روستای مظفری                                                 |                     |            | قرون میانه و متاخر اسلامی       |       |
| ۲۶۶۶۶   | گورستان دشت لار                         | قیر و کارزین | شهرستان قیرو کارزین، بخش مرکزی، دهستان هنگام، یک کیلومتری شمال روستای دشت لار                                     |                     |            | قاجاریه                         |       |